# シリウスの道
『シリウスの道』（しりうすのみち）は、藤原伊織による日本の小説作品。広告業界を舞台とした長編ミステリー小説である。

## 概要
文藝春秋刊。元は『週刊文春』にて連載されていた連載小説である（2003年11月6日号～2004年12月23日号）。
作者の別作品『テロリストのパラソル』（直木賞受賞作）と背景となる世界設定が共通しており、時系列上は前作の9年後にあたる。本作では『テロリストのパラソル』の登場人物のその後が語られたり、実際に作中に登場するなど、同作品の続編的な側面も持っている。
2008年9月14日に、WOWOWのドラマWで映像化され、放送された。2009年にはTC EntertainmentからDVDが発売された。

## あらすじ
辰村祐介には、勝哉、明子という幼馴染みがいた。中学生時代、大阪で三人は貧しいながらも助け合って生きていた。ある時、明子の義父・貞和と明子の関係、そして、貞和の死の真相に関する誰にも言えない秘密を抱えることとなり、その後は連絡をとりあうこともなくなっていた。
それから25年後、辰村祐介は大手広告代理店・東邦広告の営業部副部長となっていた。辰村の部署が、それまで取引のなかった大手メーカー、大東電機から、突然予算18億という巨額プロジェクトの競合の指名を受ける。
才色兼備の部長・立花英子、政治家の息子としてのコネ入社ながら仕事に関しては一生懸命な若手・戸塚英明、破天荒なところはあるがコンピューターの天才である派遣社員・平野由佳らと、コンペの勝利に向け邁進する辰村。そしてある日、そのプロジェクトが自分の封印してきた過去と繋がっていることを知る…。

## 書籍情報
- 単行本（2005年6月、文藝春秋、ISBN 978-4163240206）
- 文庫本（2006年12月、文春文庫）
  - 上巻（ISBN 978-4167614034）
  - 下巻（ISBN 978-4167614041）

## テレビドラマ
WOWOWのオリジナルドラマ製作プロジェクト・ドラマWの作品として2008年9月14日に放送された。

### キャスト
- 辰村祐介：内野聖陽
- 浜井勝哉：寺島進
- 半沢明子：大塚寧々
- 平野由佳：栗山千明
- 戸塚英明：黄川田将也
- 半沢智之：田中健
- 細川国勝：本田博太郎
- 浅井志郎：白竜
- 園井秀一：夏八木勲
- 立花英子：真矢みき

### スタッフ
- 原作：藤原伊織
- 監督：石橋冠
- 脚本：吉本昌弘
- 音楽：本田聖嗣
- プロデューサー：井上衛、目黒正之